# 크렘린

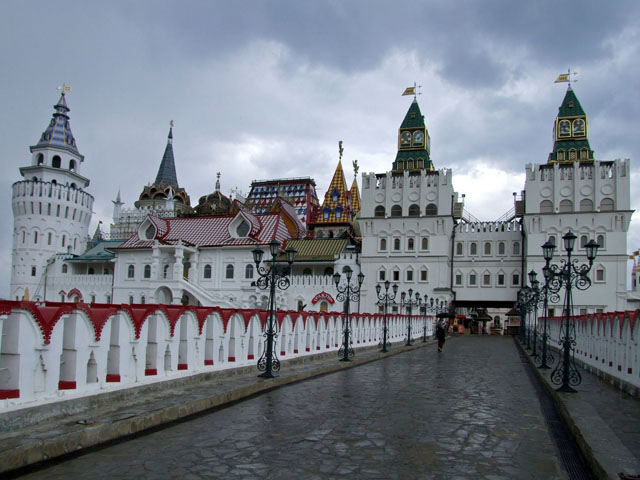

크렘린(러시아어: кремль 크레믈[*])은 러시아어로 "요새", "성채", "성"을 의미하는 단어로, 역사적인 러시아 도시들에서 볼 수 있는 주요 성 단지들을 가리킨다. 대표적인 크렘린으로는 오늘날 러시아의 관저로 사용되는 모스크바 크렘린이 있다.

## 목록
- 모스크바 크렘린
- 노브고로드 크렘린
- 카잔 크렘린

## 같이 보기
- 성채